# Eugenio De Zordo
Eugenio De Zordo (Montceau-les-Mines, 12 giugno 1932 – Pieve di Cadore, 8 maggio 2015) è stato un bobbista italiano, atleta attivo negli anni settanta.
Partecipa nel 1966 ai campionati mondiali di bob disputati a Cortina d'Ampezzo. Nel 1972 partecipa ai campionati europei di bob disputati a Cervinia finendo al quinto posto.